# Geikie Nunatak
Il Geikie Nunatak è un nunatak, cioè un picco isolato, situato 3 miglia nautiche (6 km) a ovest del Monte Absalom, all'estremità sudoccidentale dei Monti Herbert, che fanno parte della Catena di Shackleton, nella Terra di Coats in Antartide.
Nel 1967 fu effettuata una ricognizione aerofotografica da parte degli aerei della U.S. Navy. Un'ispezione al suolo fu condotta dalla British Antarctic Survey (BAS) nel periodo 1968-71.
Ricevette l'attuale denominazione nel 1971 dal Comitato britannico per i toponimi antartici (UK-APC), in onore del geologo scozzese James Geikie, dal 1882 professore di geologia all'Università di Edimburgo, che fu tra i primi a comprendere che durante il Pleistocene erano avvenute una serie di glaciazioni successive.